# Jan Mabuse Mampane
Jan Mabuse Mampane auch Reddy Mazimba  (* 1946) ist ein ehemaliger Aktivist des ANC und südafrikanischer Diplomat.

## Leben
Jan Mampane ist der Sohn von Mojapelo und Chief L. Mampane.
1959 arbeitete er in einem Hotel in Pretoria und trat dem ANC bei, im Dezember 1962 trat er dem Umkhonto we Sizwe bei. Am 7. Januar 1963 verließ er Südafrika nach Tanganjika. In Algerien erhielt er eine militärische Ausbildung. Im Lauf des Jahres 1963 wurde die Leitung des Umkhonto we Sizwe in Südafrika inhaftiert. Ab Januar 1964 studierte er mit Chris Hani an der Militärakademie Odessa.
Er war nacheinander Vertreter des ANC in Daressalam, Mazimbu, wo er den Bau einer Schule organisierte, von 1980 bis 1983 leitete er den Nachrichtendienst des ANC in Lusaka und von 1. Mai 1985 bis November 1986, 29 Eves Crescent Harare, wo am 18. Mai 1986 ein Bombenanschlag auf sein Büro verübt wurde. Von 1988 bis 1991 leitete er das Kriegsgefangenenlager Sun City in Lusaka.
Von 1986 bis 1991 war er Vertreter des ANC in Rhodesien.
Von 1996 bis 2. Juni 2001 war er Botschafter in Luanda.
Von 2. Juni 2001 bis 18. September 2004 war er Hochkommissar (Commonwealth) in Lusaka.
Von 18. September 2004 bis 2006 war er Botschafter in Karthum.